# Уральцевский сельсовет
Ура́льцевский сельсове́т — муниципальное образование со статусом сельского поселения в Далматовском районе Курганской области Российской Федерации.
Административный центр — село Уральцевское.

## История
В соответствии с Законом Курганской области от 6 июля 2004 года № 419 сельсовет наделён статусом сельского поселения.

## Население
| 1989 | 2002 | 2010 | 2012 | 2013 | 2014 | 2015 |
| ---- | ---- | ---- | ---- | ---- | ---- | ---- |
| 1070 | ↘761 | ↘464 | ↘427 | ↘387 | ↘360 | ↘346 |
| 2016 | 2017 | 2018 | 2019 | 2020 |      |      |
| ↘336 | ↗337 | ↗338 | ↘331 | ↘324 |      |      |

## Состав сельского поселения
| № | Населённый пункт | Тип населённого пункта       | Население |
| - | ---------------- | ---------------------------- | --------- |
| 1 | Дуброва          | деревня                      | ↘4        |
| 2 | Ошурково         | деревня                      | ↘60       |
| 3 | Уральцевское     | село, административный центр | ↘400      |